# Cristópolis
Cristópolis là một đô thị thuộc bang Bahia, Brasil. Đô thị này có diện tích 896,458 km², dân số năm 2007 là 13440 người, mật độ 14,99 người/km².